# Ton-in-Ton-Malerei
Die Ton-in-Ton-Malerei ist eine Maltechnik, die nicht zu verwechseln ist mit der Monochromen Malerei. Sie zählt zur Flächenmalerei und ist eine Errungenschaft des späten 19. Jahrhunderts, die zunächst von Malern in Frankreich praktiziert wurde, ehe sie auch von Künstlern in Deutschland und weiter östlich gelegenen Ländern übernommen wurde.

## Louis Anquetins Erfindung zur Flächenmalerei
Die Ton-in-Ton-Malerei des Franzosen Louis Anquetin ist heute immer noch wenig bekannt, obwohl sie sich sehr schnell in ganz Europa verbreitet hatte und einst viele Künstlerpersönlichkeiten mit ihr arbeiteten. Sie zählt zu den wichtigsten Ergänzungen des frühen Cloisonismus und wurde in der Kunstgeschichtsschreibung leider nie richtig verankert.

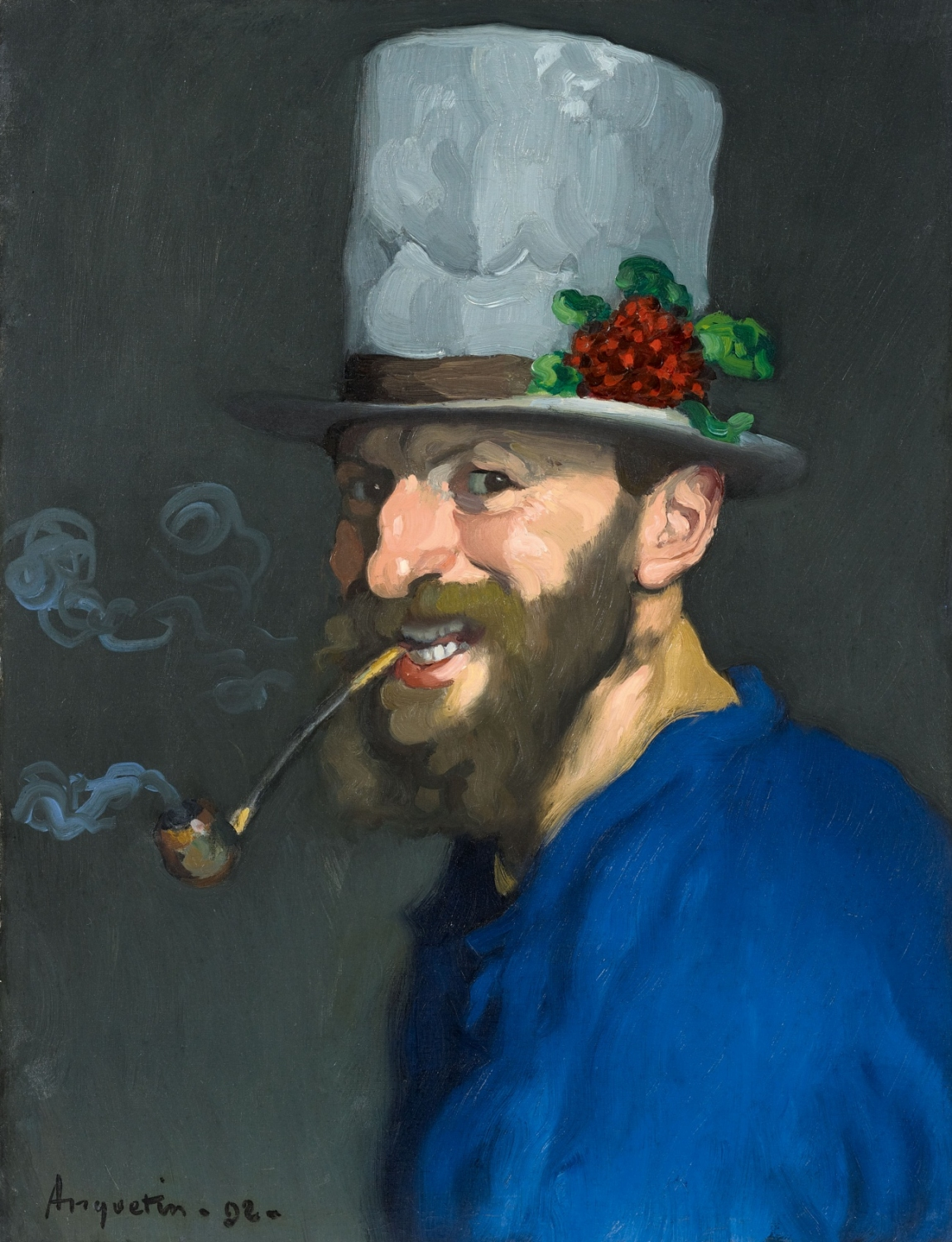
Louis Anquetin: Selbstporträt mit Pfeife, 1892

Seit 1884 studierte Anquetin zusammen mit Henri de Toulouse-Lautrec und Émile Bernard im Atelier von Fernand Cormon in Paris, die ihn als Meisterschüler betrachten. Alle drei arbeiteten eng zusammen. Seit 1886 zählte auch van Gogh zu dem Freundeskreis. Unter dem Einfluss der japanischen Holzschnittkunst wendeten sich alle vier vom Impressionismus und Pointillismus ab und suchten erfolgreich nach neuen Ausdrucksmöglichkeiten in der Malerei. Wenn nun die Erfindung des Cloisonismus   der Malerei in Konturen Bernard zukommt, so war es Anquetin, der einen besonderen Beitrag zur Flächenmalerei leistete, nämlich die Ton-in-Ton-Malerei. Sie machte Schule und war einst weit verbreitet. Sein heute wohl bekanntestes Gemälde, das das Grundanliegen zur Flächenhaftigkeit des Cloisonismus bereicherte und ergänzte, stammt aus dem Jahr 1887 und hat den Titel „Avenue de Clichy: Fünf Uhr am Abend“.
In seinem Drang, noch nie Dagewesenes zu schaffen, besann sich Anquetin auf Erlebnisse in seiner Jugend. In der Veranda des elterlichen Hauses in Étrépagny in der Normandie waren farbige Gläser grün, rot, gelb und blau eingelassen, durch die man die das Elternhaus umgebende Landschaft betrachten konnte. Bei jener Installation handelte es sich um eine Lustbarkeit, die in Bürgerhäusern und Fürstenschlössern um die Mitte des 19. Jahrhunderts gleichermaßen beliebt war. Sie diente dazu, je nach Durchblick, dem Betrachter eine andere „Jahreszeit-Stimmung“ in der Abfolge Frühling, Sommer, Herbst oder Winter zu vermitteln. Zu Anquetins Zeit war allgemein bekannt, dass der Generalton einer Farbe bestimmte Vorstellungen, Stimmungen und Emotionen hervorrufen kann. Er übertrug diese Spielerei, eine Szene durch ein farbiges Glas zu beobachten, auf die Leinwand, indem er alle Farbtöne wenn sie untereinander noch so verschieden waren einer Dominanten unterordnete. Voraussetzung zu dieser Malerei waren Bernards „Cloisons“, mit denen er die einzelnen Nuancen einer im Grundton gleichen Farbe gegeneinander abgrenzen konnte. Um eine Gesamtstimmung zu erzielen, nutzte er den seit alters hergebrachten heraldischen Symbolgehalt der Farben. Ein gelber Gesamtton z. B. vermittelte den Eindruck von Sommer, Sonne und Hitze, ein blauer den von Kälte, Einsamkeit oder Melancholie.

## Anquetins Entdeckung fand sogleich Anerkennung

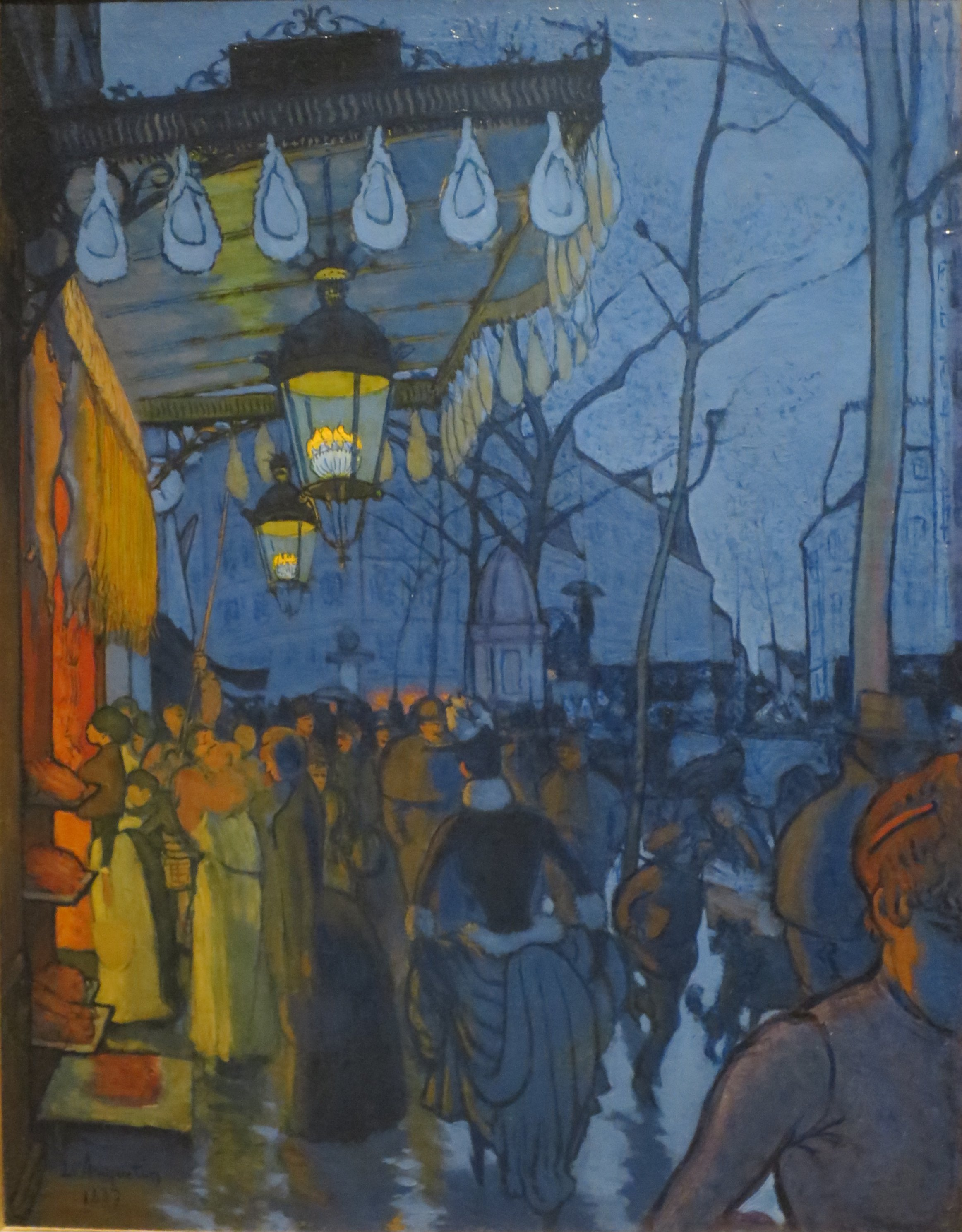
Louis Anquetin: Avenue de Clichy: Fünf Uhr am Abend, 1887

Als van Gogh Anquetins erstes „Ton-in-Ton“ gemaltes Bild, „Der Schnitter am Mittag“ sah, war er von dessen Erfindung sofort so begeistert, dass er das in gelbem Einheitston gehaltene Gemälde, das in hochsommerlich glühender Hitze, einen Korn mähenden Feldarbeiter zeigt, in Motiv und Stil wiederholte. Als van Gogh ein weiteres Bild von Anquetin in der neuen Machart, „Avenue de Clichy: Fünf Uhr am Abend“   dieses Mal im Grundtenor Blau kennen lernte, wiederholte er es ebenfalls. Es diente ihm als Folie zu seinem berühmten, 1888 in Arles entstandenen „Nachtcafé am Place du Forum“.
Auch Bernard übernahm Anquetins neue Technik mehrfach. Besonders interessant ist ein „Selbstbildnis“ das er im Bild van Gogh mit den Worten widmete: „Emile Bernard 1888 a son compaing Vincent“. In sein „Selbstbildnis“ fügte er gleichzeitig das Porträt von Gauguin ein und platzierte das Arrangement auf einer blassblauen Leinwand mit blauem Hintergrund.

## Anquetin machte schnell Schule bei den Nabis
Eine Reihe Maler der Künstlergruppe der Nabis wussten Anquetins neue Malkultur spontan zu schätzen und bedienten sich verschiedentlich seines Malstils Ton-in-Ton. Zu ihnen zählen u. a. folgende Maler: Pierre Bonnard, le Nabi japonard; Maurice Denis, le Nabi der schönen Ikonen; Henri-Gabriel Ibels, le Nabi journaliste; Georges Lacombe, le Nabi sculpteur; Paul Ranson, le Nabi plus japonard; József Rippl-Rónai, le Nabi hongrois; oder Jan Verkade, le Nabi obéliscal.

## Die Neue Künstlervereinigung München war interessiert an französischen Kunst-Importen

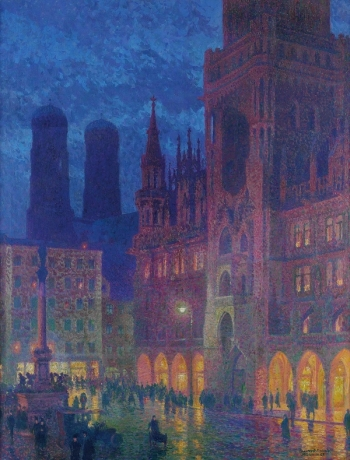
Charles Johann Palmié: Marienplatz München, 1907

Das belegt insbesondere die zweite Ausstellung der Neuen Künstlervereinigung München (N.K.V.M.) von 1910. Ein frühes Mitglied der N.K.V.M., der Münchner Charles Johann Palmié, scheint in der bayerischen Metropole einer der ersten gewesen zu sein, der Anquetins Malart anwendete. Obgleich in der Pinseltechnik noch einen Stil zwischen Impressionismus und Neoimpressionismus pflegend, war er von Anquetins Rezept entzückt. Für deutsche Verhältnisse malte er schon sehr früh – 1906 verschiedene Bilder mit Segelbooten im Hafen von Honfleur, einem an der Mündung der Seine gelegenen Badeort, wie durch ein blaues Glas beobachtet. Diese Malerei setzte er 1907 in München fort, z. B. mit seinen „Marienplatzbildern“, die in Unkenntnis seines Vorbildes Anquetin 1911 als „seltsam luministisch behandelt“ charakterisiert, beschrieben wurden.
Ähnlich wie bei den Nabis begeisterten sich mehrere Maler der N.K.V.M. für die Ton-in-Ton-Malerei. Marianne von Werefkin, 1907 mit Jawlensky und Sohn Andreas aus Frankreich zurückgekehrt, malte sie ihr erstes Gemälde Ton-in-Ton. Jawlensky dagegen interessierte die Ton-in-Ton-Malerei erst, als er sah, dass auch Gabriele Münter sie anwandte. Aber die fein abgestuften Nuancierungen von Blau zu Violett zur Darstellung melancholischer Stimmungen, waren nicht seine Sache. Er, der wie Verkade sich ausdrückte, „einen gesunden Sinn für die Freuden des Lebens besaß“, griff lieber gleich zur Farbe des vollen Lebens, Rot, um verschiedene Frauen zu porträtieren.

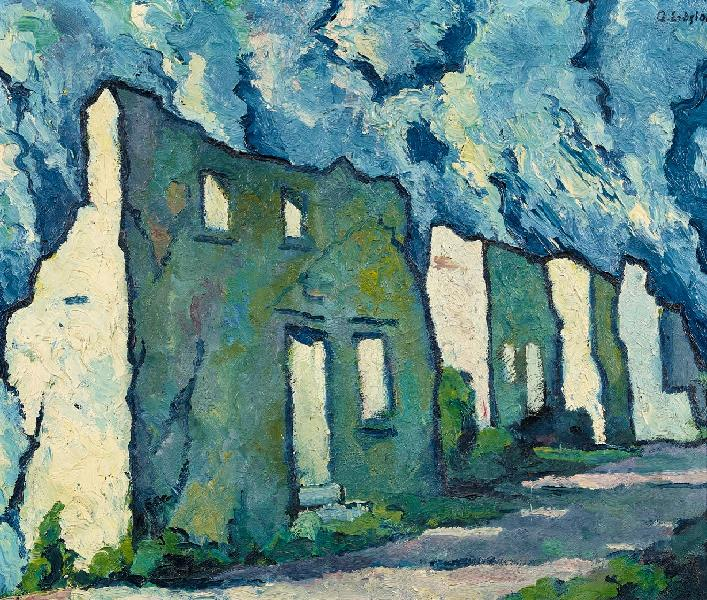
Adolf Erbslöh: Montigny, 1916. Im Ersten Weltkrieg zerstörte Häuser der französischen Stadt Montigny

Jawlensky ähnlich, malte auch Adolf Erbslöh gerne mit kräftigen Farben. Als er jedoch im Ersten Weltkrieg als Kriegsmaler in Frankreich eingesetzt wurde, verloren seine Ölgemälde ihre lebensbejahende frühere Buntheit. Um die Übel des Krieges auch durch Farben zum Ausdruck zu bringen, besann er sich auf die Malerei Ton-in-Ton. Seine Gemälde von zerschossenen Städten und Ruinenlandschaften wirken nun auffallend matt und fahl. Schmutzige und glanzlose grüne und blaue Grundtöne herrschen vor.
Zwanzig Jahre nach Anquetins schöpferischem Einfall hielt man sich nicht mehr so genau an seine strenge Regel, alle Farbtöne seien zwangsläufig einer Dominanten unterzuordnen. Das macht Erma Bossis „Mondnacht“ von 1910 deutlich. Sie zeigt ebenso wie Anquetin eine nächtliche Szene. Grün breitete sie über das gesamte Bild aus. Bossi wählte als Generalton ungewöhnlicherweise eine Komplementärfarbe und darin unterscheidet sich ihr Bild von dem von Anquetin ganz wesentlich.
Bei der Orientierung an Frankreichs Malern der N.K.V.M. ist aufschlussreich, dass sich Alexander Kanoldt, als er auf der zweiten Ausstellung der N.K.V.M. 1910 Werke von Pablo Picasso, Georges Braque, André Derain und anderen Franzosen kennen lernte, sich nicht nur deren kubistischen Gestaltungsprinzipien zuwandte, sondern in diese gleichzeitig auch die Ton-in-Ton-Malerei einband. Besonders markante Bildbeispiele „stellte er 1911 in der dritten Ausstellung de Vereins in Bildern wie im „Im Eisacktal“, „Weide“ oder „Eisacklandschaft“ vor.“

## Brücke-Künstler folgten Anquetin ebenfalls
Auch verschiedene Brücke-Maler nutzten die Ton-in-Tonmalerei. In der Literatur wird sie allerdings nicht konkret benannt. Beim Durchblättern der Brücke-Literatur stößt man auf sie jedoch immer wieder. Offensichtlich hat der Schweizer Cuno Amiet, Aquetins Erfindung in Paris oder der Bretagne kennen gelernt. Seit 1892 malte er Bilder ganz in Anquetins Sinne – Blau-in-Blau – z. B. die „Mondnacht auf dem Meer“.
Offensichtlich war er es auch, der die Ton-in-Ton-Malerei zu den Brücke-Malern nach Dresden transportierte. Er selbst praktizierte sie weiterhin gelegentlich, wie z. B. seine beiden Darstellungen – Grün in Grün des biblischen Themas „Paradies“ von 1894/95 und 1958 bezeugen. Seine Absicht die Farbe Grün als Dominate gewählt zu haben, betonte er für das frühere Bild, indem er ihm „sogar einen dekorativen grünen Rahmen malte.“

## Anquetin kehrte zur realistischen Kunst zurück
Wie bedeutungsvoll Anquetins chromatische Untersuchungen für die künftige Malerei war, die sich am Anfang eines epochemachenden Erneuerungsprozesses zum Expressionismus befand, hat Anquetin wohl nicht überblickt. Sicherlich war ihm nicht in vollem Umfang bewusst, dass ihm eine große Zahl von Künstlern zwischen Paris, Oslo, Moskau und anderswo nacheiferten. Wohl kaum hätte er sonst, nur wenige Jahre später, sein Avantgarde-Anliegen aufgegeben, und sich ab 1890 der klassischen Kunst Rubens, Tizian und Poussin wieder zugewendet.